# Goyo Benito
Gregorio "Goyo" Benito Rubio (El Puente del Arzobispo, 21 de outubro de 1946 — Madrid, 2 de abril de 2020) foi um futebolista espanhol que atuou como zagueiro.
Passou a maior parte de sua carreira profissional no Real Madrid. Ao todo, Benito disputou 420 partidas pelo time, consagrando-se seis vezes vencedor do Campeonato Espanhol e cinco da Copa do Rei.
Morreu em 2 de abril de 2020, aos 73 anos de idade, por complicações da COVID-19.